# Carlo Maria L'Occaso
Carlo Maria L'Occaso (Castrovillari, 13 dicembre 1809 – Nizza, 25 febbraio 1854) è stato uno storico, poeta e patriota italiano.

## Biografia
Figlio di Luigi e Maria Michela Palagano, rimase da bambino orfano della madre per cui l'educazione fu affidata ad uno zio prete.
Studiò a Napoli giurisprudenza, laureandosi ancor prima dei vent'anni; tuttavia, dopo aver visto gli scavi di Pompei, fu attratto maggiormente dalla storia e dall'archeologia. Tornato a Castrovillari, cominciò a studiare il passato della sua cittadina. Fu anche promotore della costruzione del teatro Sybaris.
Nel 1848, anno in cui scoppiarono i moti rivoluzionari nel Regno delle due Sicilie, entrò a far parte della sezione locale della Giovane Italia, presieduta da un sacerdote, don Raffaele Salerno, diventandone segretario. La sezione prese il nome di "Chiesa di Lagaria" su proposta proprio di L'Occaso in quanto sosteneva che Castrovillari era sorta sulle rovine di quell'antica città.
Quando nel novembre del 1848 Ferdinando di Borbone decise un giro di vite sulla costituzione appena concessa, fu tra i promotori del Comitato di salute pubblica; il primo fu sciolto e allora L'Occaso ne promosse un altro, rivolgendo un appello agli abitanti dei Comuni vicini che inviarono i loro contingenti di armati, che furono però sbaragliati dalle truppe borboniche guidate dal generale Busacca. L'Occaso fu arrestato insieme ad altri, con l'accusa di cospirazione e attentato. Dopo 4 anni di prigionia la Corte speciale di Cosenza condannò lui all'esilio perpetuo e gli altri ad anni di carcere.
Morì a Nizza nel febbraio del 1854 a 44 anni e fu sepolto nel cimitero locale.
A lui è stata dedicata a Castrovillari una via.

## Opere
- Della topografia e storia di Castrovillari. Memorie di Carlo Maria L'Occaso, Napoli, Torchi di Tramater, 1846
- (a cura di Giuseppe Russo), Il cartulario di Carlo Maria L'Occaso. Documenti e registri per la storia di Castrovillari (1100-1551), Associazione culturale di Castrovillari, 2010  ISBN 8890844604